# Zooclorela

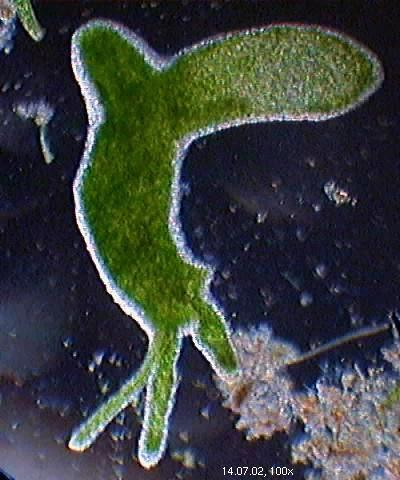
Hydra viridissima, organismo cuja cor verde resulta da presença de zooclorelas.

Zooclorela é a designação dada ao conjunto de organismos unicelulares fotossintéticos de coloração verde, pertencentes ao grupo das Chlorophyta, que vivem em endossimbiose com diversos organimos heterotróficos, entre os quais ciliados (como Paramecium bursaria), amibas e diversas espécies de animais, entre os quais pólipos (incluindo a Hydra viridissima) e diversas espécies de anémonas. As zooclorelas mais comuns pertencem ao género Chlorella (provavelmente polifilético), mas a relação simbiótica envolve muitos outros taxa.
Na relação simbiótica as algas fornecem ao hospedeiro 30-40% da energia que assimilam e recebem deste, além de protecção, sais minerais, dióxido de carbono e compostos de azoto que de outra forma seriam descartados.
A forma de vida destes organismos, e das zooxantelas, forneceu a inspiração para a teoria da endossimbiose.